# Prolais
Prolais és un gènere monotípic d'arnes de la família Crambidae. Conté només una espècie, Prolais elbursalis, que es troba a l'Iran.